# Casa torre

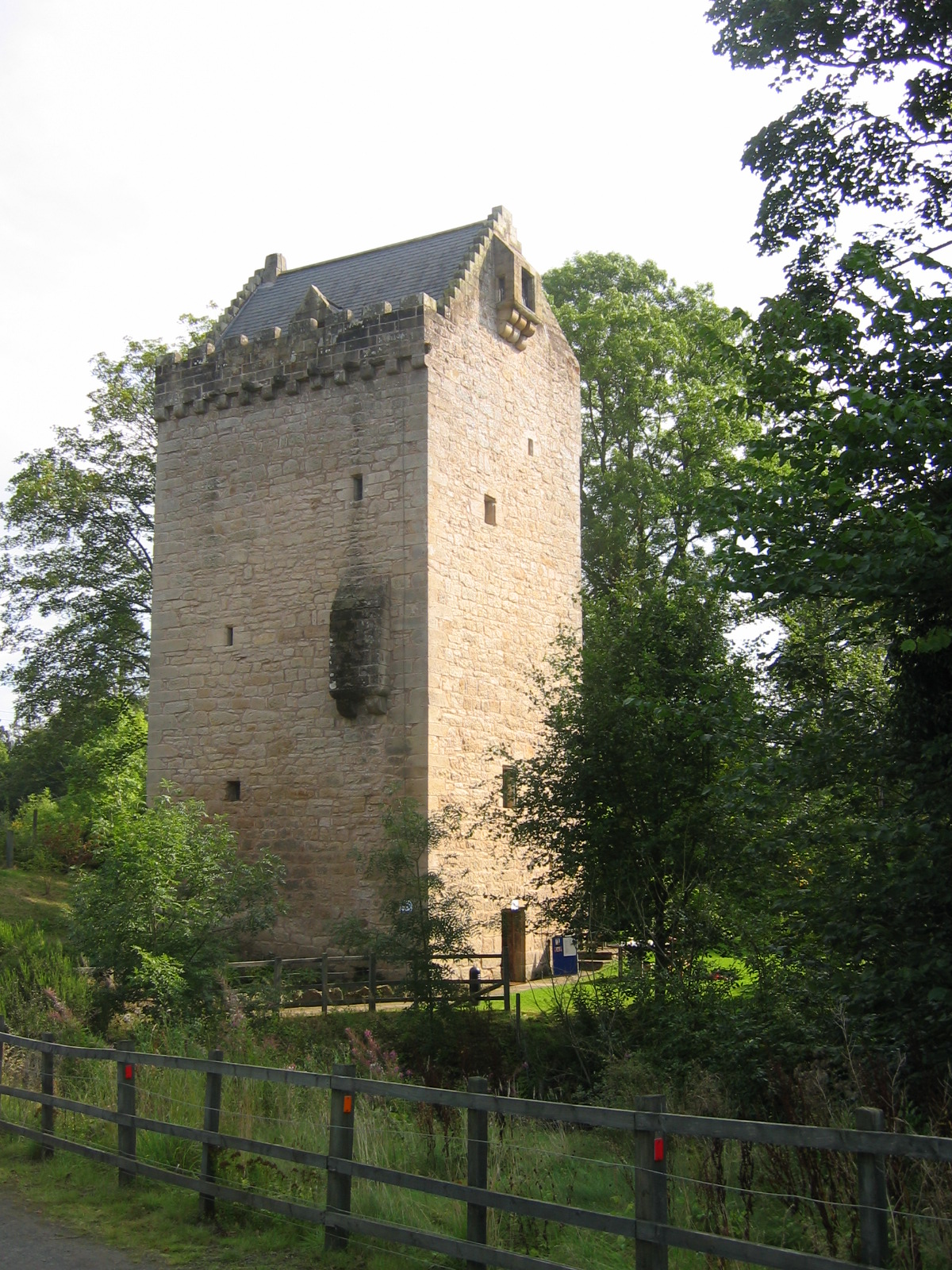
Torre de Hallbar en South Lanarkshire, Escocia.

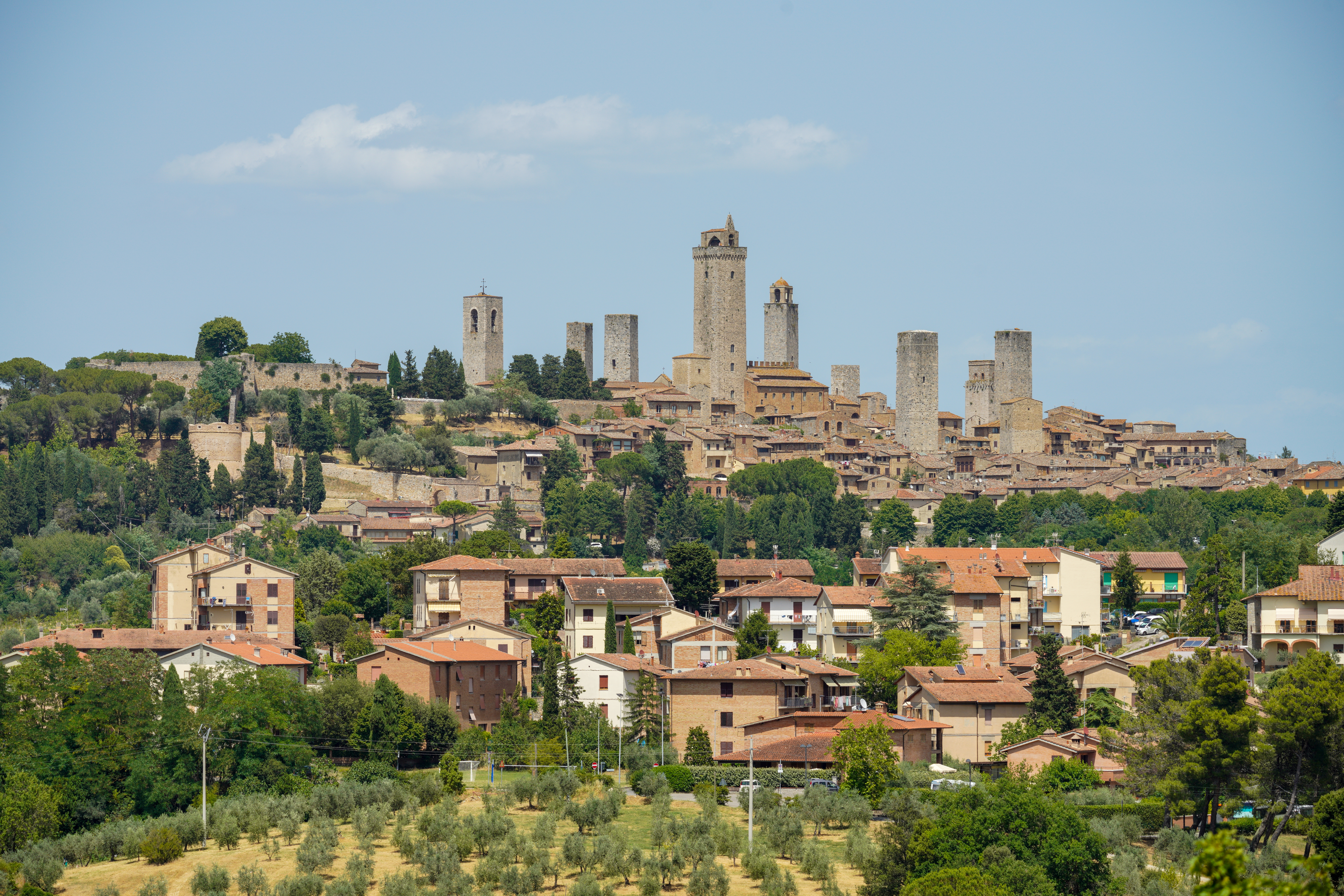
Torres de San Gimignano, Italia.

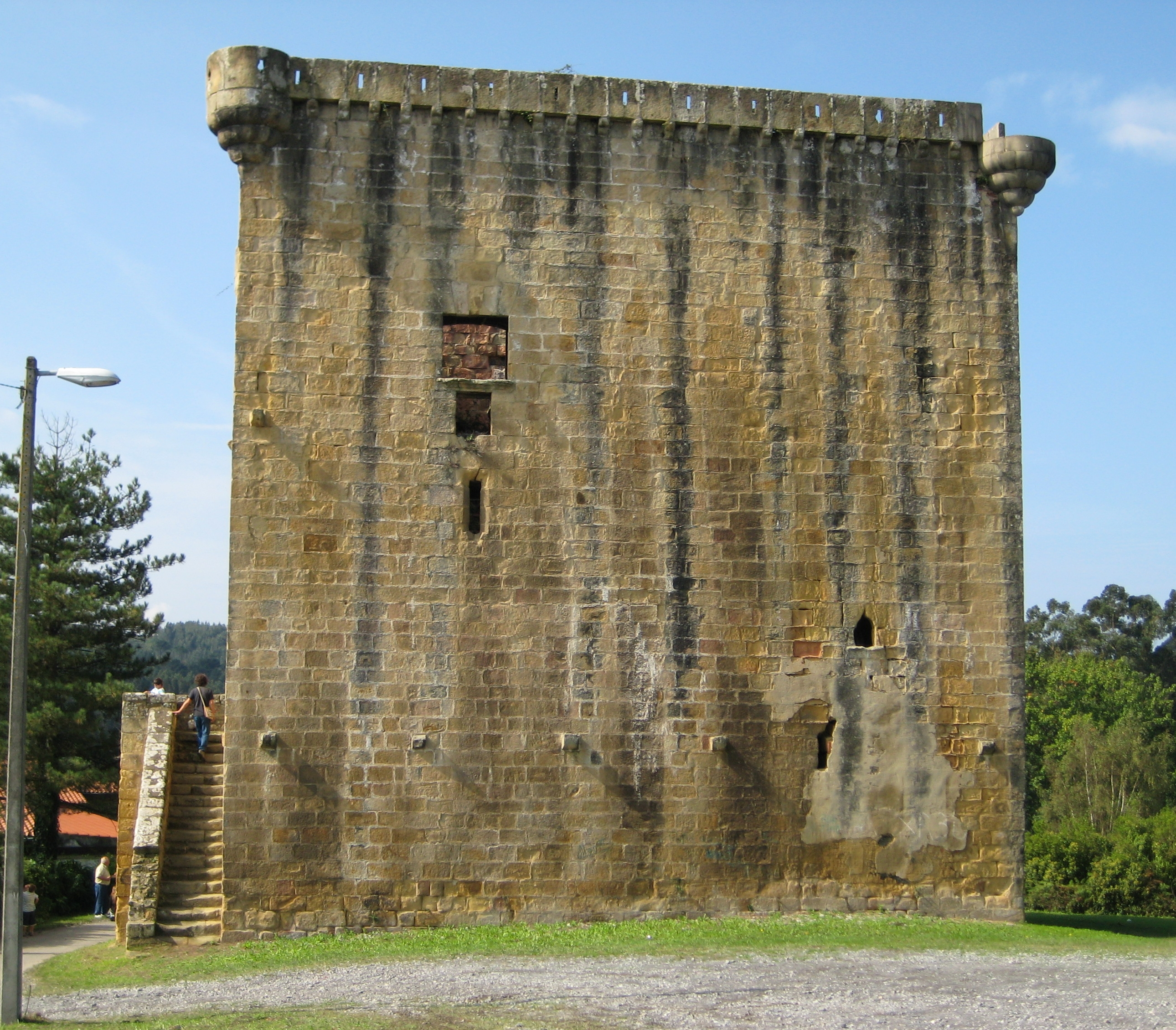
Torre Martiartu, en Erandio, España.

Una casa torre es un tipo particular de una estructura de piedra, construida para propósitos defensivos así como residenciales. Comenzaron a aparecer en la Edad Media, especialmente en áreas montañosas o de difícil acceso, con la función de gobernar y defender puntos estratégicos con fuerzas reducidas. Al mismo tiempo, eran usados como residencias aristocráticas, alrededor de las cuales solía crecer una localidad.

## Europa

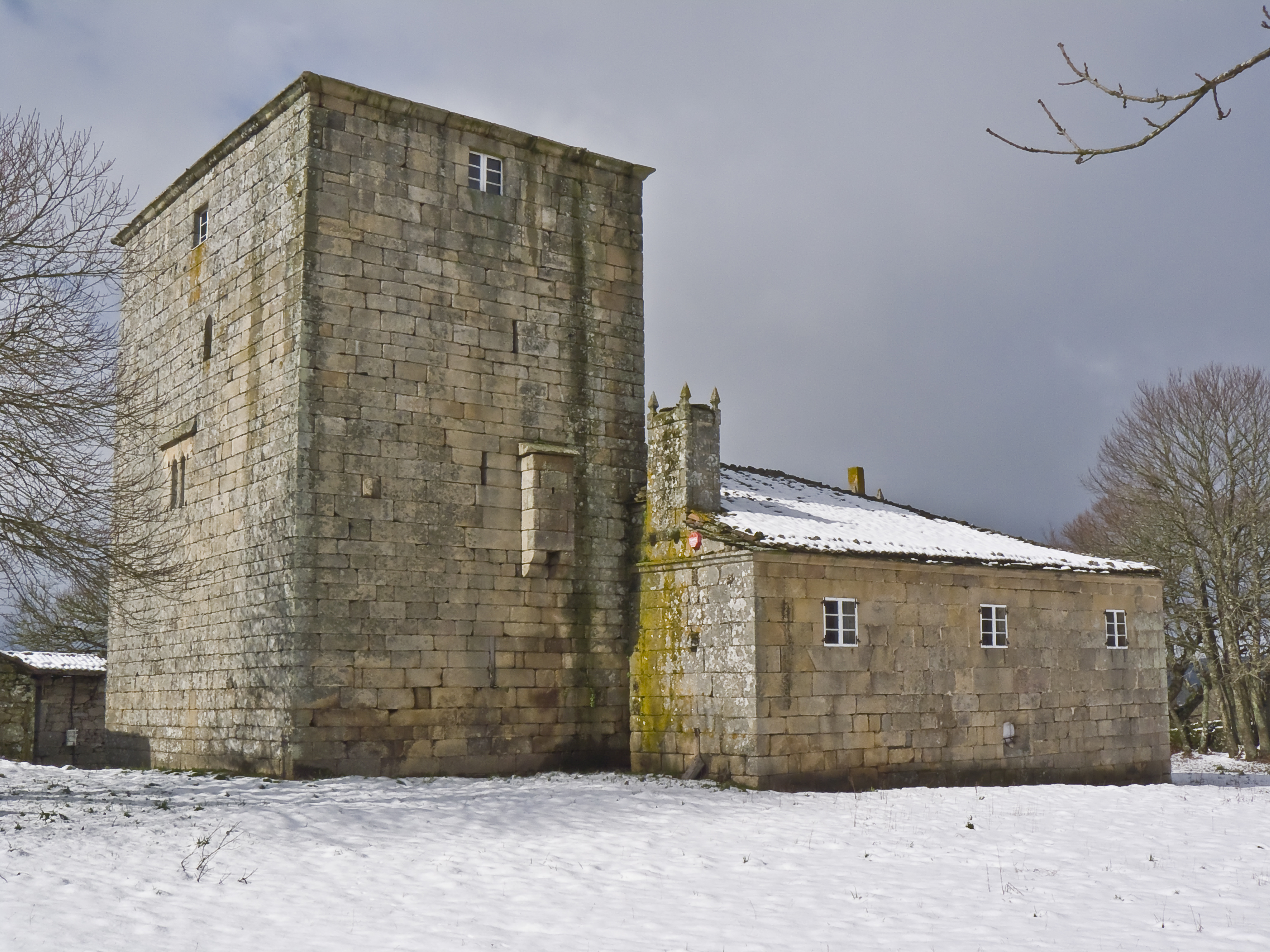
Pazo y torre de San Miguel das Penas, Monterroso, España.

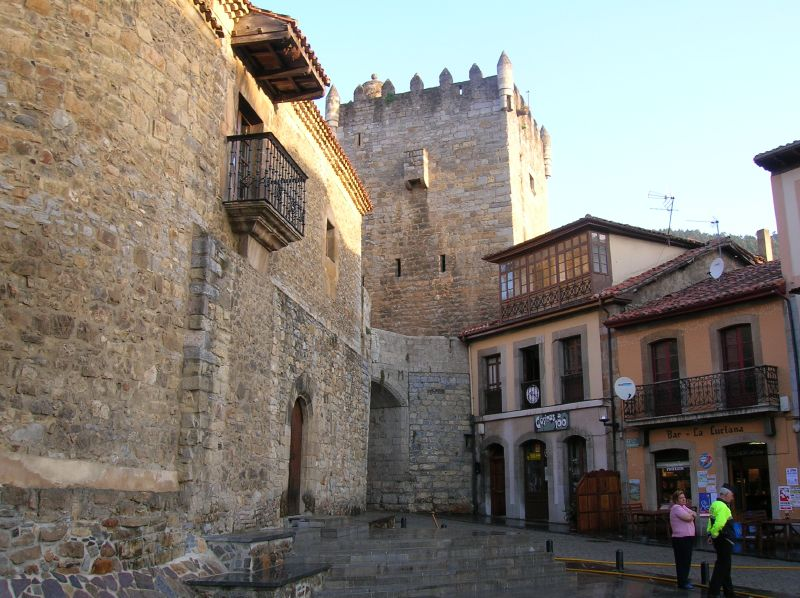
Torre de los Valdés, Salas, España.

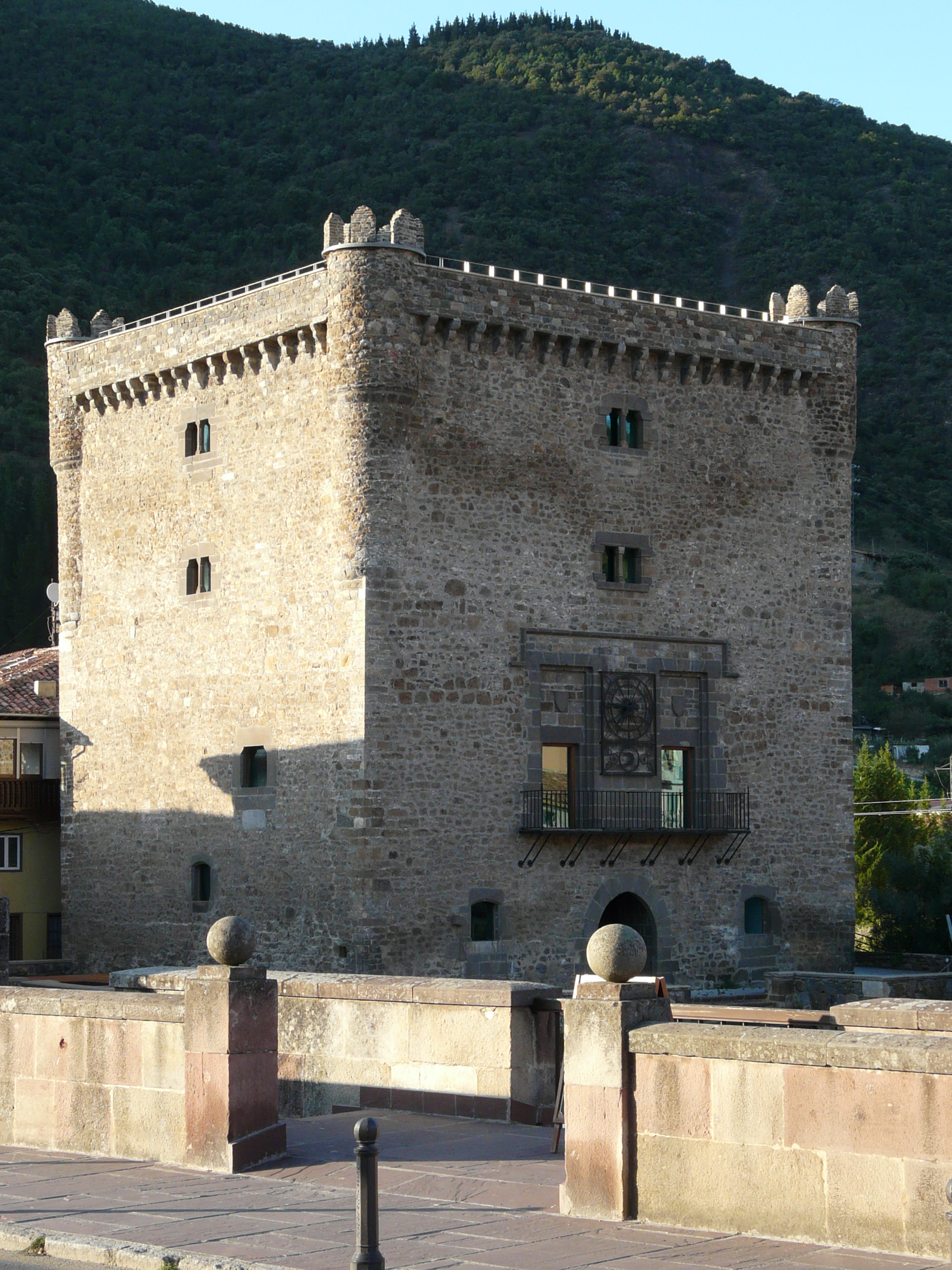
Torre del Infantado, en Potes, España.

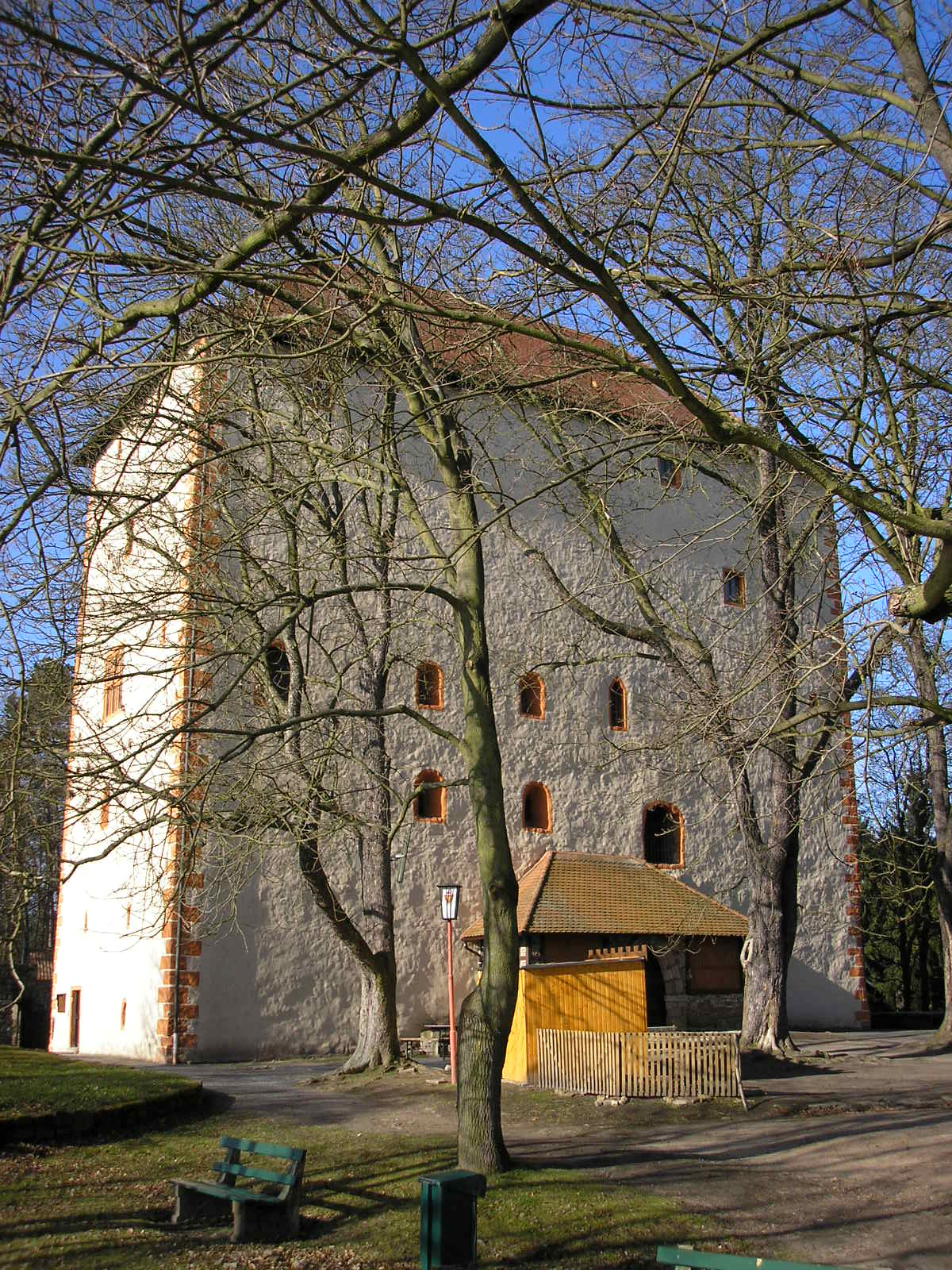
Aposentos de Orlamünde, Alemania.

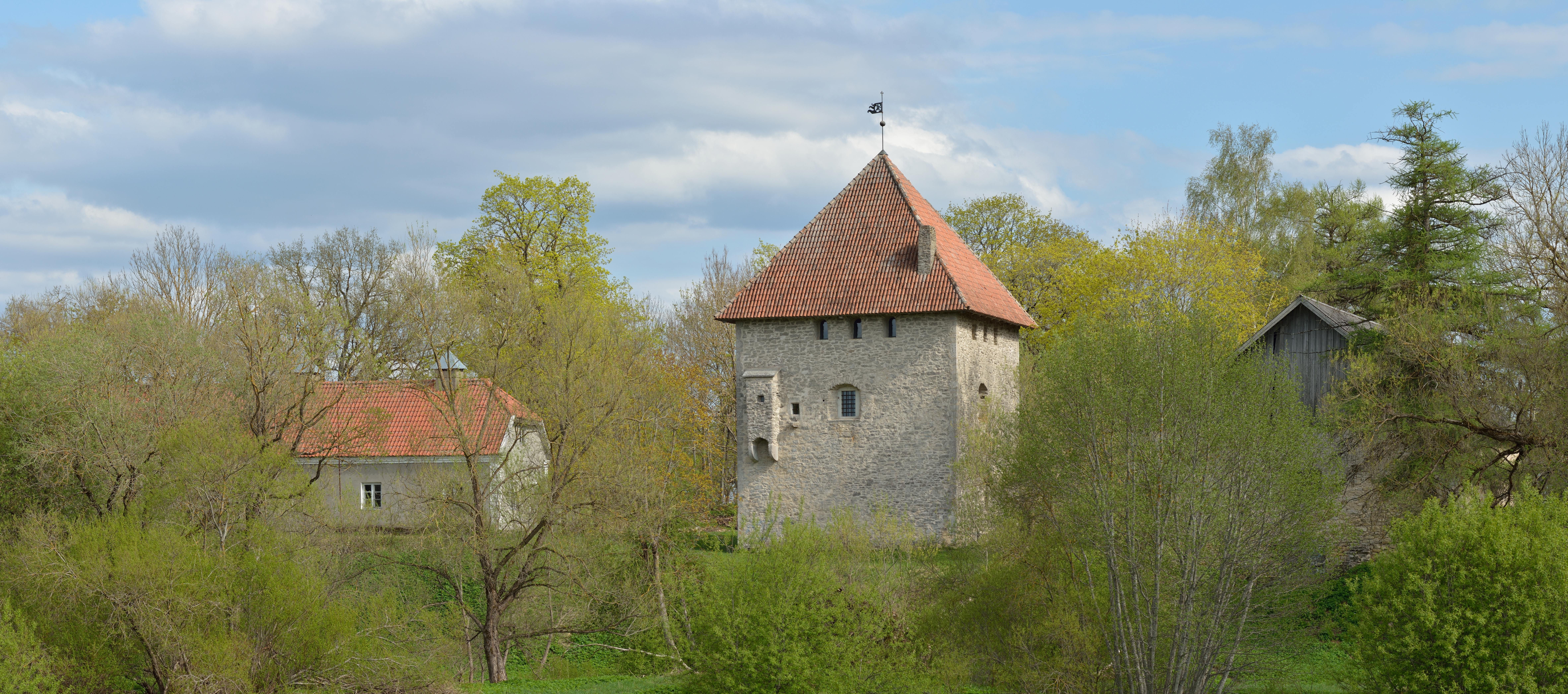
Casa-torre de Vao.

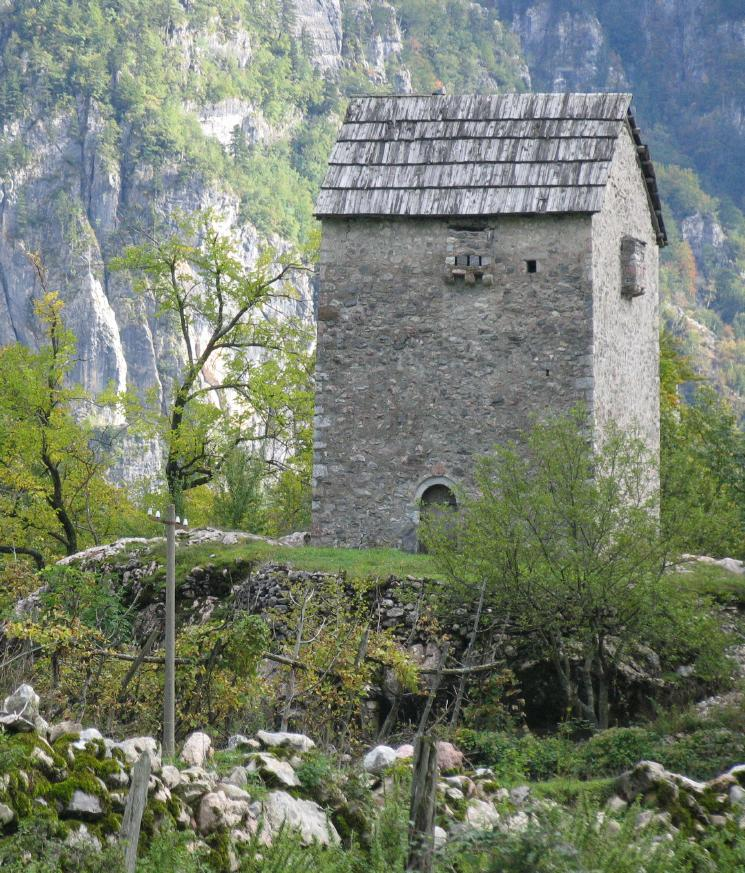
Casa torre de Theth, Albania.

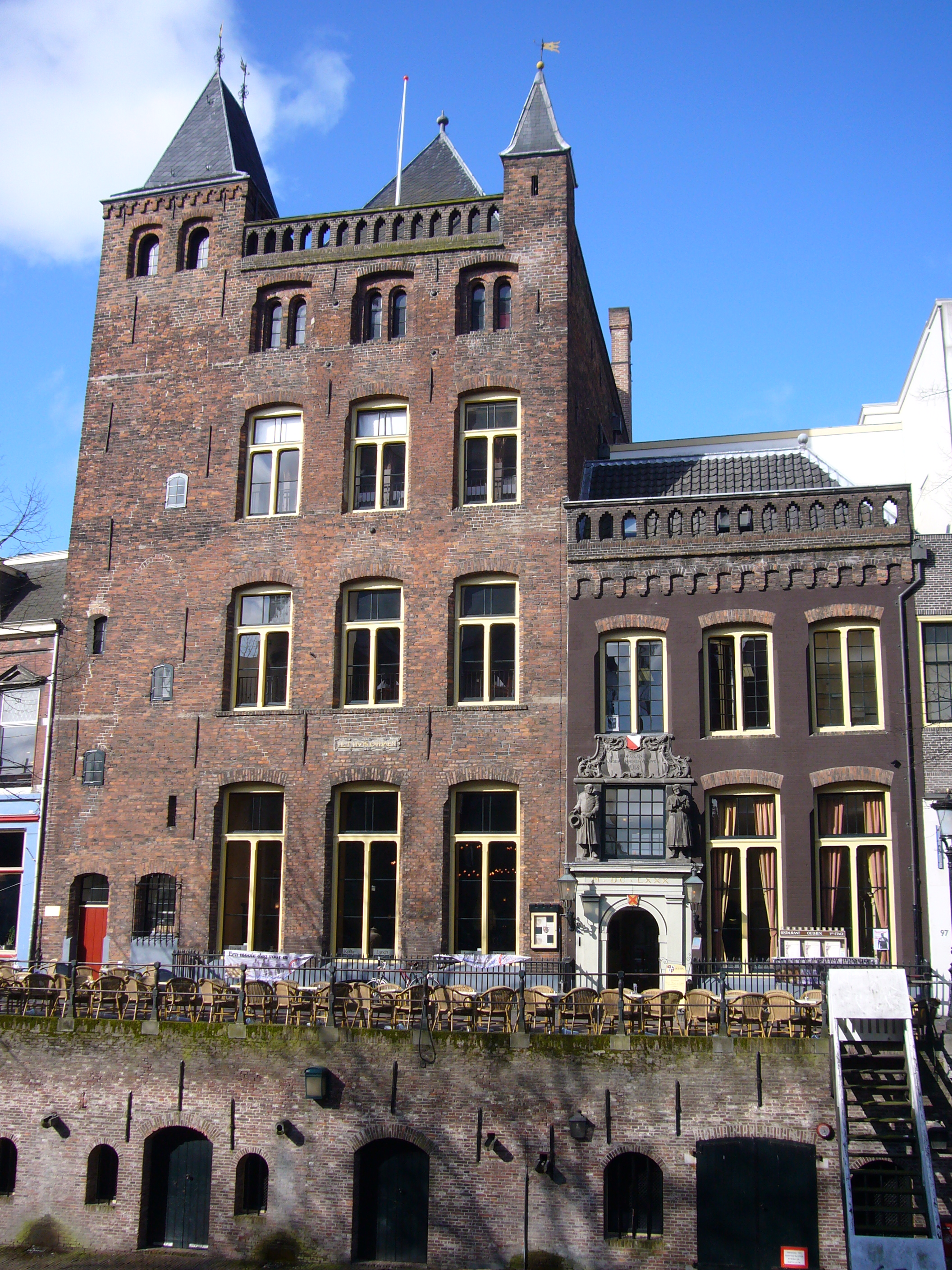
Oudaen de Utrecht, en los Países Bajos.

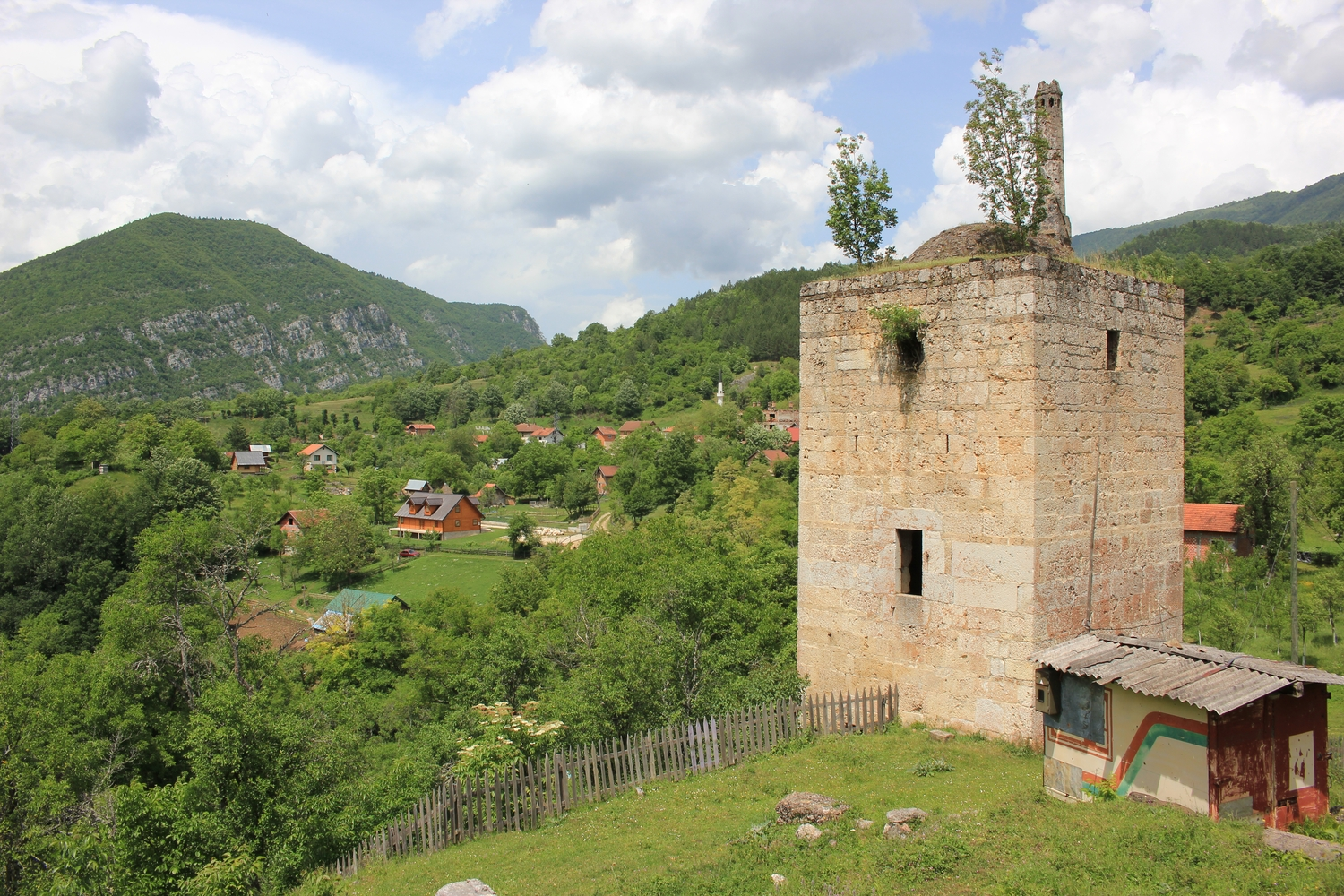
Kula Redžep Pašina de Žepa, Bosnia y Hercegovina.

Tras su aparición inicial en Irlanda, Escocia, el País Vasco (dorretxe) e Inglaterra en la Alta Edad Media, las casas torre fueron asimismo construidas en otras partes de Europa occidental, especialmente en partes de Francia e Italia. En las comunas medievales italianas, palazzi urbanos con una torre muy alta eran cada vez con más frecuencia construidos por las familias competitivas patricias altamente competitivas como centros de poder en momento de lucha interna. La mayoría de las ciudades italianas del norte tuvieran varias de estas casatorre a finales de la Edad Media, pero pocas sobreviven. Cabe destacar dos torres en Bolonia, veinte torres en Pavía y las catorce torres seculares de la pequeña ciudad de San Gimignano en Toscana, el grupo de casas torres mejor conservado en la actualidad.
Escocia tiene muchos ejemplos de casas torre medievales, como las de los castillos de Crathes, Craigievar y Fraser, y en las inestables Scottish Marches a lo largo de la frontera entre Inglaterra y Escocia la torre peel era la típica residencia de los ricos. Algunas eran construidas por el gobierno. En la Escocia del siglo XVII estos castillos se convirtieron en retiros de placer de las clases altas. Aunque eran capaces de adoptar una función militar, fueron amuebladas para el confort y la interacción social.
Las casa torres se hallan muy a menudo en el norte de España, especialmente en el sur del País Vasco, algunas de ellas del siglo VIII. Fueron usadas principalmente como residencias nobles y fueron capaces de proveer refugio contra varios enemigos, desde los árabes y, más tarde, de Castilla y Aragón. No obstante, debido a sus complejas cartas legales, pocos tuvieron pueblos alrededor, por lo que usualmente se hallan aislados in lugares estratégicos como un cruce de caminos, más que en una altura. Durante las guerras de bandos entre los nobles vascos entre 1379 y 1456, los pisos superiores, con capacidad defensiva, de la mayoría de ellos fueron demolidos. Pocos han sobrevivido ilesos hasta el presente. Desde entonces, han sido solo usadas como residencias por sus residentes nobles tradicionales (san Ignacio de Loyola nació en una de ellas), o convertidas en granjas. Al oeste del País Vasco, en Cantabria y Asturias se hallan similares casas torre. Más al oeste en la península ibérica, en Galicia, las casas torre medievales están en el origen de muchos pazos de la Edad Moderna, residencias nobles a la vez que fortalezas. Asimismo en el norte de Portugal existen variasd de estas edificaciones, como la torre de Quintela.
Una característica peculiar de Alemania son las pocas casas torre supervivientes de Ratisbona, reminiscentes de las de San Gimignano.
En los Balcanes, se construyó un tipo distintivo de casa torre (kule) fue construido durante la ocupación otomana, desarrolladas en el siglo XVII tanto por cristianos como por musulmanes en un periodo de declive de la autoridad otomana e inseguridad. Las kule tenían el propósito de proteger a la familia extensa, muy importante en esta zona. Sobre todo se concentran desde Bosnia al norte guego de Albania, y estructuras afines sobreviven en Mani y en Creta, regiones de Grecia que fueron un tiempo conocidas por esta práctica.
En los países Bálticos, la Orden Teutónica y otras cruzados erigieron casas torres fortificadas en la Edad Media, localmente conocidas como "castillos vasallos", como medios de ejercer control sobre las áreas conquistadas. Estas casas torre típicamente no estaban destinadas para grandes acciones militares, para ese propósito, los cruzados confiaban en un número de castillos de la orden más grandes. Varias de estas casas torre aún existen bien preservadas, como en Purtse, Vao o Kiiu, en Estonia.

## Cáucaso Norte y Asia

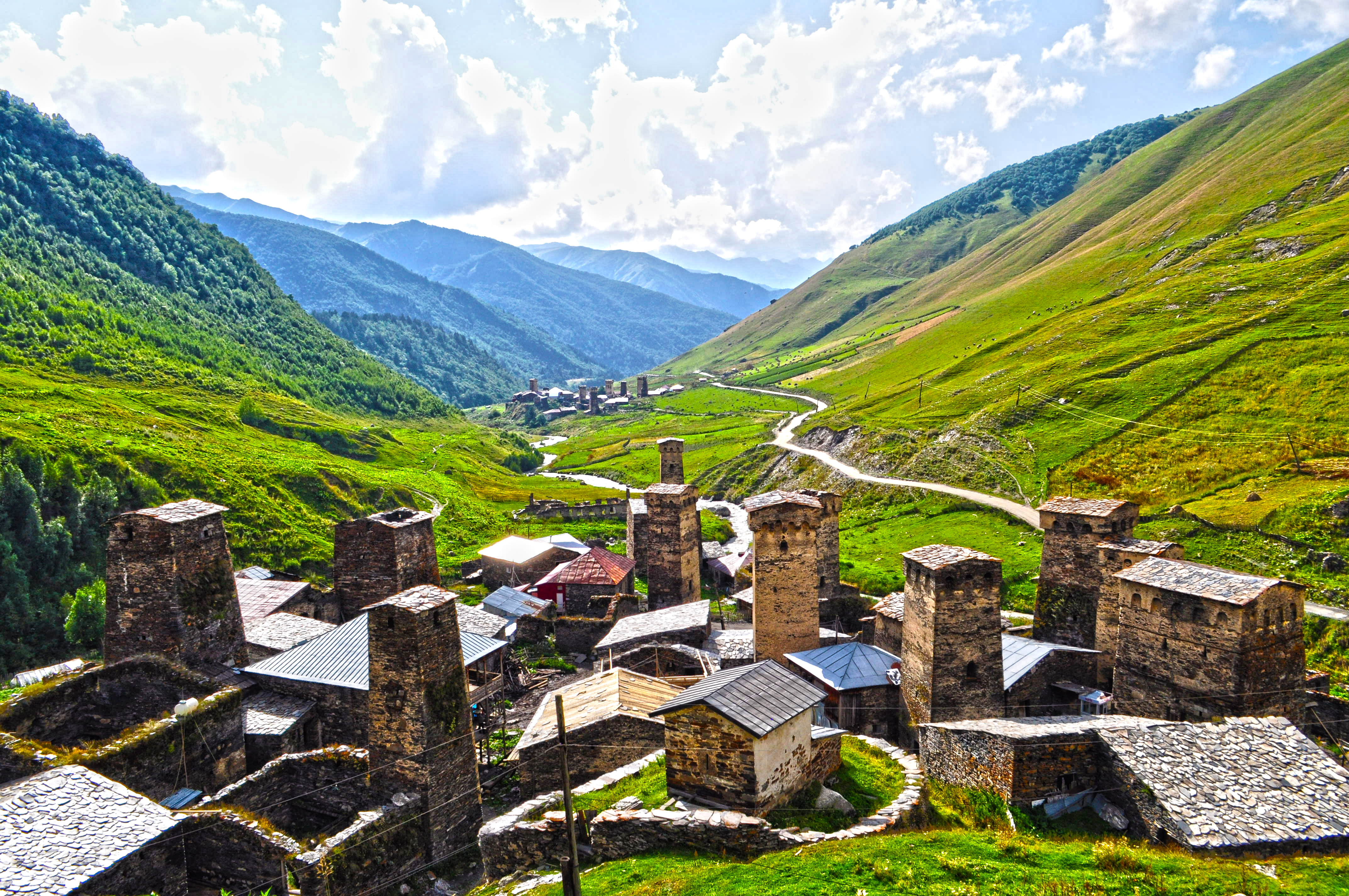
Torres de Ushguli (Svanetia), Georgia.

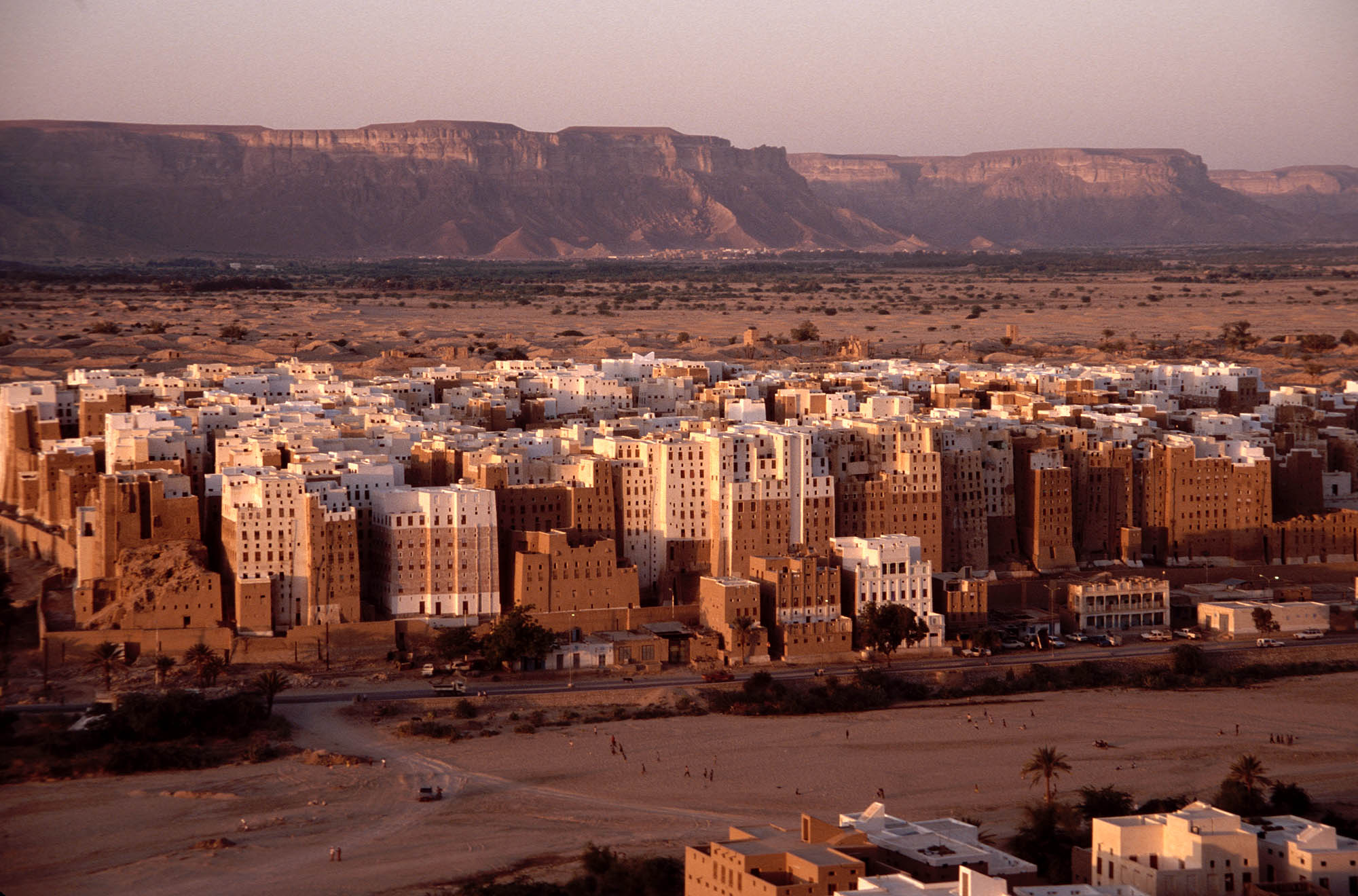
Shibam en Yemen.

Una teoría sugiere que estructuras privadas similares a torres proliferan en áreas donde la autoridad central es débil, lo que provoca la necesidad de un símbolo de estatus con defensas privadas contra ataques a pequeña escala. Por ejemplo el Cáucaso Norte era un territorio en el que la fiera competición por recursos naturales limitados condujeron a rencillas crónicas entre vecinos. Hay numerosos ejemplos de casas torre en Svanetia (Georgia), Chechenia e Ingusetia, donde la estructura social clánica sobrevivió hasta bien entrado el siglo XX. Numerosos ejemplos de casas torre se hallan en Chazhashi y Ushguli. 
La ciudad yemení de Shibam tiene cientos de casas torre, algunas de las cuales están entre los edificios más altos de arcilla del mundo. Muchos otros edificios de las provincias de Asir y Al-Bahah de Arabia Saudí también tienen muchas casas torre y torres de piedra, llamadas qasaba
Similarmente, cientos de casas torre tibetanas se extienden por el llamado Corredor Tribal de Sichuan occidental, de unos cincuenta metros de alto con hasta trece puntas estrelladas, y que se cree que se remontan a alrededor del siglo VIII, aunque la datación no es clara. Son mencionadas por primera vez en documentos de la época de la dinastía Ming. Parecen haber sido construidas tanto por el prestigio entre las familias del pueblo como para su defensa.
Kaiping y otras ciudades del sur de China meridional conservan una plétora torres de vigía, o diaolous. Muchas fueron construidas principalmente como protección ante saqueos por parte de bandidos, muchos de los cuales sirvieron también como residencias. Algunas de ellas fueron construidas por una sola familia, y otras por varias familias juntas o por comunidades enteras.

## Norteamérica

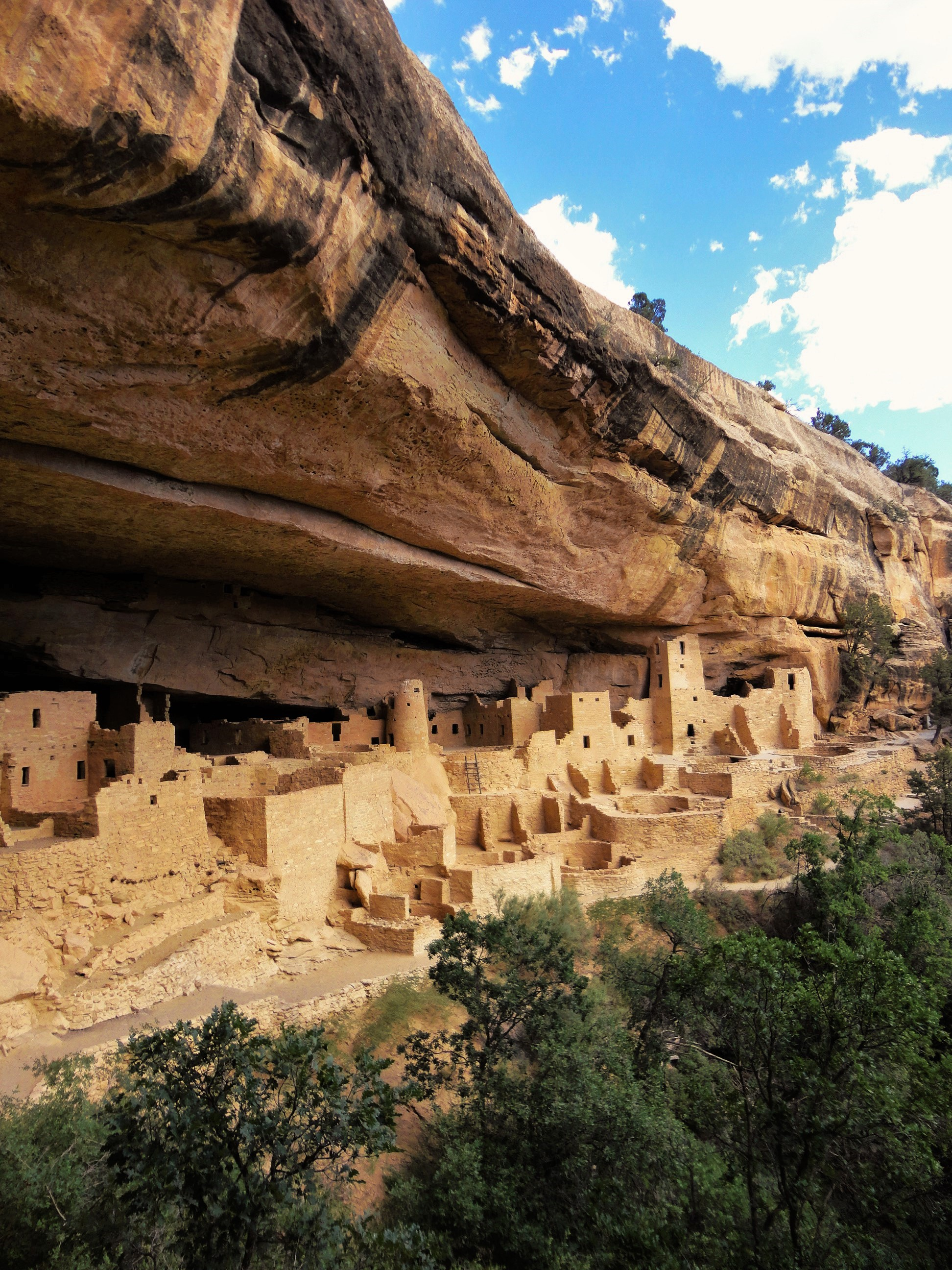
Ruinas anasazi de Mesa Verde.

Uno de los elementos focales de las ruinas anasazi de Mesa Verde (Colorado, Estados Unidos) puede ser considerada la más notables del Nuevo Mundo. Hay una prominente estructura en ese emplazamiento que es conocido como "casa torre" y tiene las características de apariencia de sus contrapartes de Gran Bretaña e Irlanda. Este edificio de cuatro plantas fue construido por de labrillos de adobe alrededor de 1350 (hay estudios que sitúan antes la fecha) y esta bastante bien conservado. Las ruinas se hallan en un bajo el saliente de un barranco. Las torres de los antiguos indios pueblo son, no obstante de menor planta que las casas torre del Viejo Mundo, y son generalmente parte de comunidades complejas de viviendas, más que estructuras aisladas de residencia que alberga a una familia individual y sus criados, como en Europa.

## Ejemplos

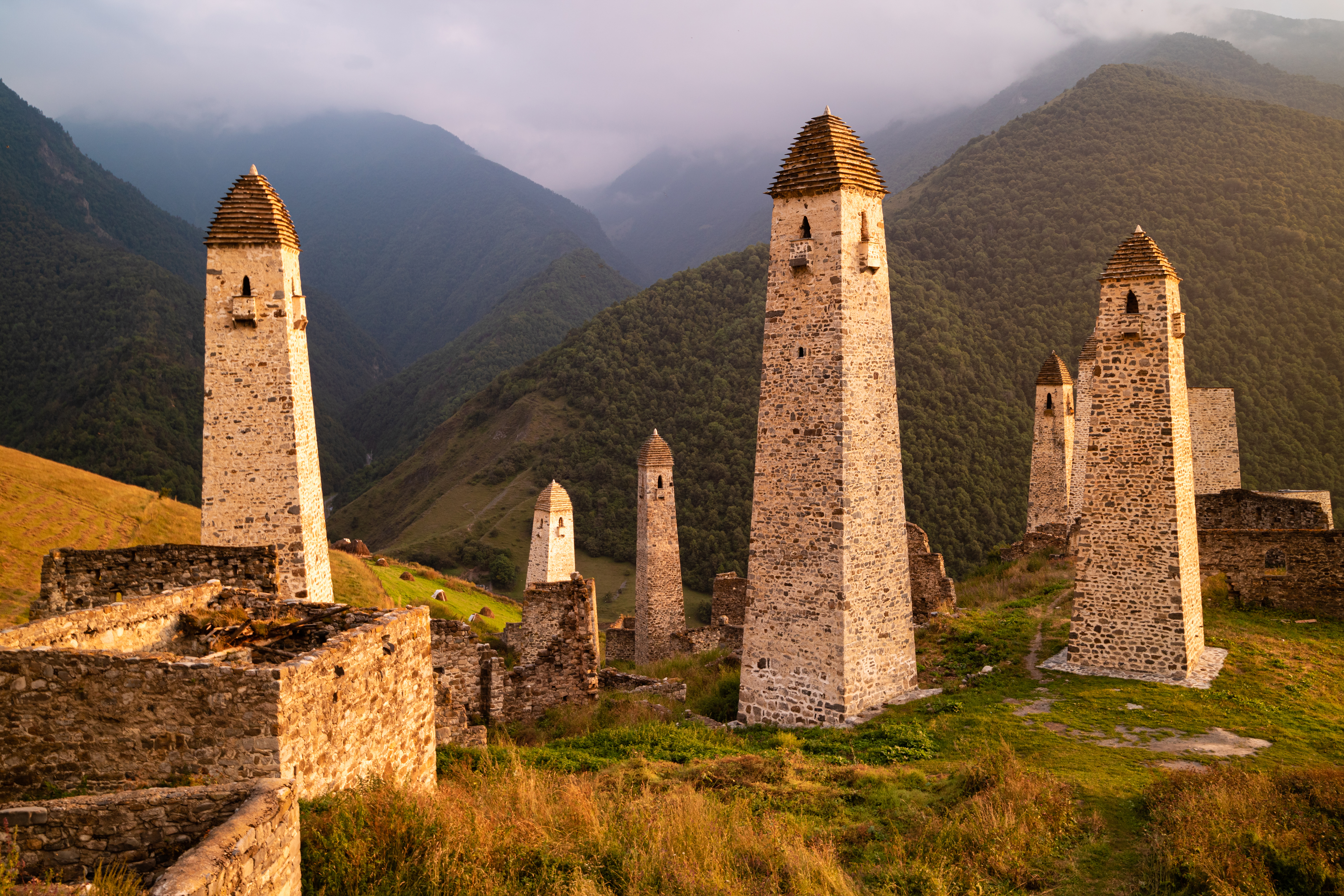
Ejemplo de Causuco.

### Alemania
En Alemania, se conservan un gran número de torres residenciales (Wohnturm, Burghügel), aunque solo representa una fracción de las que hubo en el pasado. La más antigua conservada es la Granusturm de Aquisgrán, antiguamente parte del palacio imperial de Carlomagno del siglo VIII, cuyo propósito exacto no se conoce. Asimismo entre los ejemplos más antiguos (del siglo XI) son la Frankenturm y la torre de Jerusalén de Treveris o (del siglo XII) el Wohnturm I del Neuenburg en Sajonia-Anhalt.
Las torres anchas de Turingia pueden haber sido construidos de acuerdo al modelo del sur de Italia (por ejemplo el castillo normando de Paternò). Los ejemplares mejor conocidos son las de  Gabinete Orlamünde, Reinstädt y Ziegenrück.
Ejemplos de torre anchas residenciales son los aposentos de Orlamünde, el gabinete de Reinstädt, el gabinete de Ziegenrück, las ruinas del castillo de Dölau, el gabinete del castillo de Kapellendorf, el Hohes Haus del castillo Kochberg, el castillo de Burgk (Turingia), el castillo de Kriebstein, el castillo de Wolkenstein (Sajonia), el castillo de Tannenberg (Hesse) y el castillo de Stein (Baviera).
Algunos ejemplos de casas torre rurales (o que lo fueron en el pasado) son el castillo de Adelebsen (Niedersachsen), el castillo de Altendorf, la Kattenturm (Essen), la Battenbergturm (Haldern), la torre Benneckenbeck, la torre Prester (Magdeburg), torre Berneburg (Hesse), el castillo de Beverungen (Westfalia), el castillo de Gerswalde (Brandemburgo), la Torre del Oro (Regensburg), el castillo de Hattenheim (Eltville), la torre Issumer (Krefeld), la torre Hofgut Lehmen, la torre Senheim, (Renania-Palatinado), castillo de Nideggen (Düren), castillo de Mylau (Sajonia), Marterturm del castillo de Querfurt (Sajonia-Anhalt), el Runneburg, torre de Wandersleben (Turingia), el castillo de Hof am Regen (Baviera), el castillo de Frauenstein (Montañas Metálicas) y la Stockturm (Nienburg/Weser).
A destacar entre las casas torres urbanas, situadas dentro de las murallas de una ciudad, están el castillo de Eltville, la Deutscher Kaiser de Coblenza, Bischofschloss (Markdorf), la Haus zum Stein de Maguncia, la Nassauer Haus de Núremberg, la Torre del Oro y la torre Baumburger de Regensburg, la Glockenturm de Schwäbisch Gmünd, la Dreikönigenhaus, la Frankenturm y la torre de Jerusalén de Tréveris.

### Suiza
En Suiza, cabe destacar la Bilgeriturm de Zúrich, el Ruine Burg (cantón de Berna), el castillo de Mammertshofen, la Tuor Planta de Susch, el Christi de Lumbrein o el monasterio de San Juan de Müstair.

### Austria
En Austria, destacan el castillo de Freundsberg, el Thurnerhof de Langkampfen, el castillo de Schönwörth y el castillo de Hart en Kindberg.

### Polonia
En Polonia, la construcción de este tipo de instalaciones  (wieża rycerska, "torre de caballero") se inició a finales del siglo XII y se construyó principalmente hasta el siglo XV, cuando fueron sustituidas por palacios defensivos. Al mismo tiempo, había motas y torres de vigía como Radzymin cerca de Płońsk). Por lo general, era una estructura independiente de varios pisos, construida en planta cuadrada, que contenía cuartos residenciales y de servicio. Además de en Baja Silesia estas torres se han conservado en el sur del país.
Cabe destacar, de entre las casas torre de Polonia, la torre de Siedlęcin (famosa por sus pinturas), el castillo de Ciepłowodach, la torre de Dzietrzychowice, la torre de Witków de Szprotawa, la torre de Chełm-Białawin, la torre de Stołpie o la de Tudorów.

### Bosnia y Hercegovina
En el territorio de la actual Bosnia y Hercegovina había más de trescientas kulas. Construidas por los spahi otomano según el modelo de las torres de los gobernantes de la época que encontraron. La kula siempre tiene varios pisos y su planta es, con muy pocas excepciones, cuadrada, rara vez rectangular. Están construidos de piedra caliza bellamente labrada. Las torres están cubiertas con un techo de carpa hecho de tejas o losas de piedra. El lado del cuadrado de la base varía de 6 a 10 metros, la altura de entre 11 y 20 m (hasta 25 m). Las paredes de la planta baja son siempre ligeramente más gruesas que las paredes de los pisos superiores, el grosor mínimo de la pared es de 1 m y el máximo de 1, 52 m. Junto a las torres se construyeron chimeneas o alojamientos como edificios residenciales. Estos son normalmente edificios de un piso. Y su base es siempre un rectángulo. Están construidos en piedra, adobe o madera. Alrededor de las torres y chimeneas hay un amplio patio rodeado en algunos lugares por un alto muro. Se entraba al patio por una puerta construida sobre bóveda. Había otros edificios en el patio, así como un pozo, si no, se traía el agua con un sistema de abastecimiento. Algunas de estas torres albergaron en la planta baja un calabozo. 
Para dar una idea de la extensión de este tipo de construcciones, en Bosnia y Herzegovina hay más de cuarenta pueblos y aldeas llamados Kula y doce Kulina, treinta y un asentamientos se llaman Odžak, cuatro Odžaci y un Odžačina. Varias kula han sido declaradas Monumento nacional de Bosnia y Hercegovina: la kula Kapetanova en Bihać, kula Ćumurijina en Kutima (Bileć), la kula Gradaščevića de Bijela, las kulas Rustempašića y Sulejmanpašića de Odžak, la kula Pašića de Čapljina, la kula Hajduk de Čitluk, la kula Ljubunčića de Gornji Vakuf-Uskoplje, la kula Šurkovića de Konjic, la kula Smailagića de Livno, la kula Lalića de Ljubuški, la kula Redžep-pašina de Žepa, la kula Spahovića de Bihovo, y la kula Hadžiahmetovića de Mostaće, Trebinje.

### Grecia
Descaca en Grecia la torre de Kiveri en la Argólida.

### Italia
Ejemplos en Italia de casatorre son Kränzelstein de Samthein, la Zant en Elzembaum, Freienfeld, y la Steifler de Jenesien.

### República Checa
En la República Checa, cabe destacar la casa torre del castillo de Přimda y la casa torre del castillo de Karlštejn.